# Himera

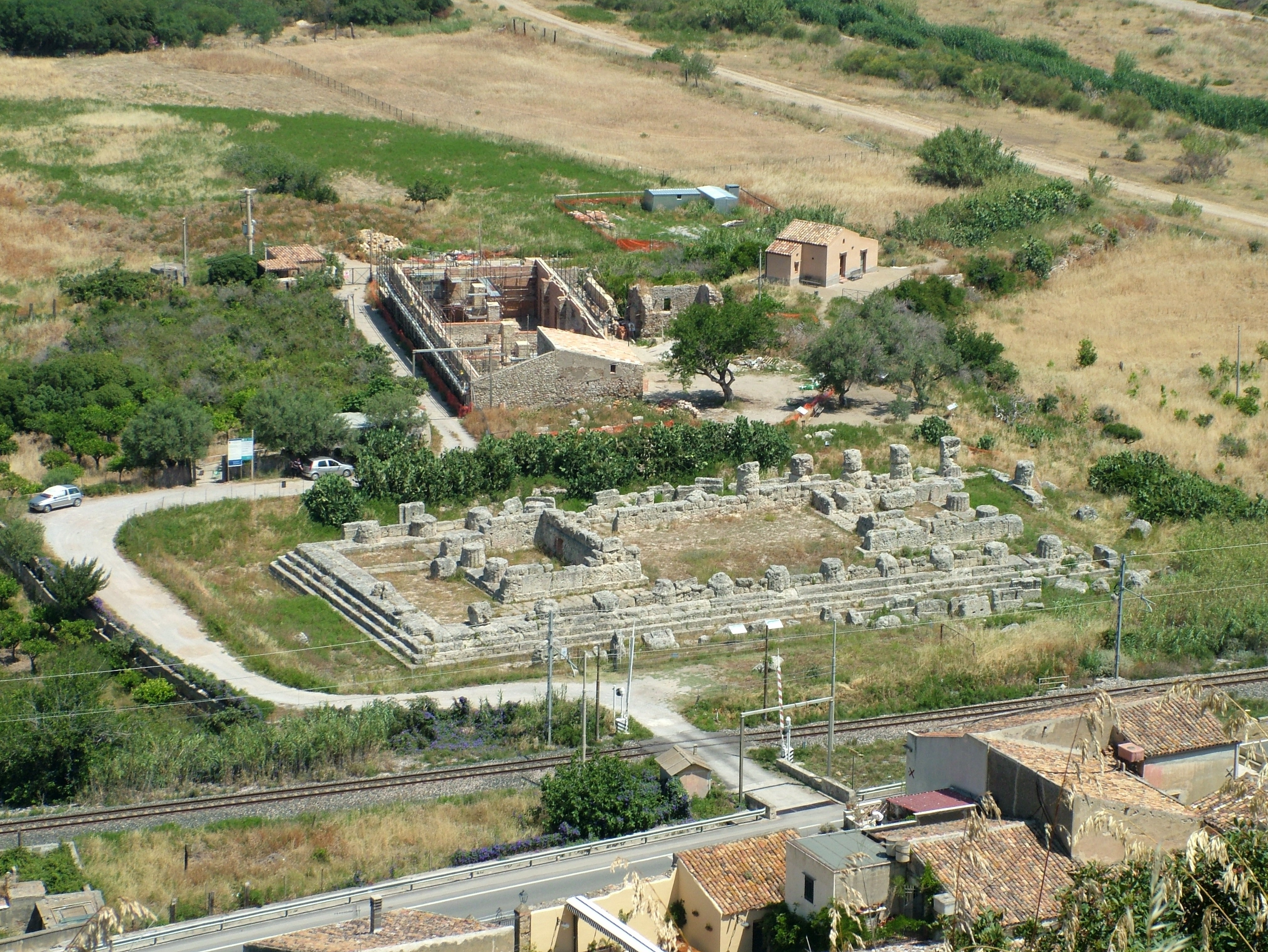
Der Viktoriatempel vom Antiquarium aus gesehen

Himera war eine antike griechische Stadt an der Nordküste Siziliens.

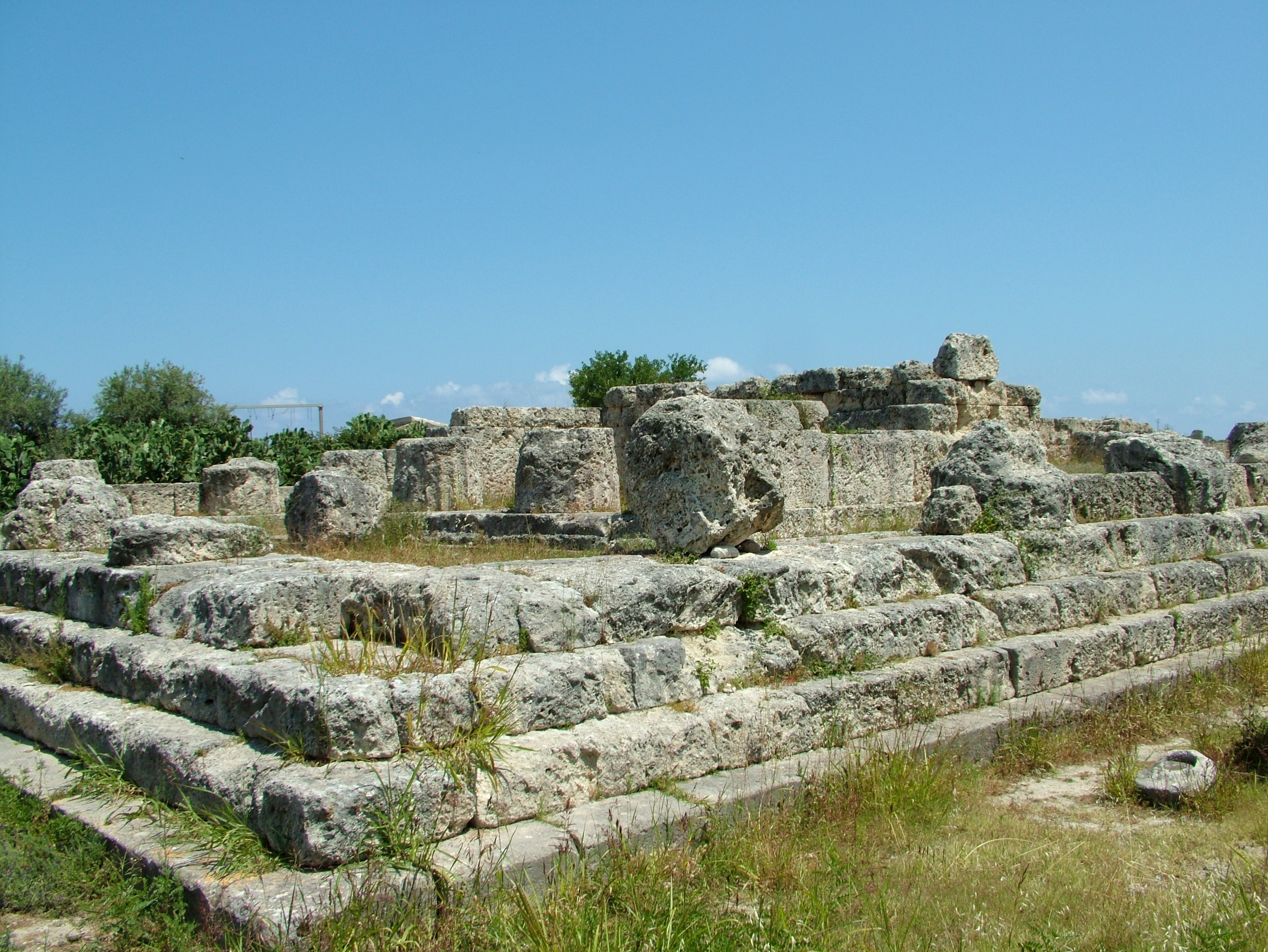
Der Viktoriatempel

## Lage
Himera liegt bei der 2005 stillgelegten Station Buonfornello der Bahnstrecke Messina–Fiumetorto, 47 km östlich von Palermo, 10 km von Termini Imerese entfernt zwischen dem Fluss Imera Settentrionale („Fiume Grande“, in der Antike Himeras genannt) und dem Fluss Torto am Tyrrhenischen Meer. Hinter der über 1 km breiten Strandebene steigt der Stadthügel ziemlich steil etwa 100 m westlich des nördlichen Himeraflusses unmittelbar auf.

## Geschichte
Himera war eine chalkidisch-dorische Mischkolonie, die um 648 v. Chr. von Zankle und den aus Syrakus vertriebenen Myletiden an der Nordküste Siziliens gegründet wurde. Der Ort war (außer Mylai) die einzige alte griechische Kolonie an der Nordküste Siziliens.
Im zweiten Jahrzehnt des 5. Jh. v. Chr. geriet die Polis unter den Einfluss der Akragantiner, die unter Theron von Akragas ihr Polisgebiet auf große Teile Westsiziliens ausweiteten. Das große Jahr Himeras war 480 v. Chr.: Von dem durch Theron von Akragas bedrohten Tyrannen Terillos gerufen, landeten die Karthager – angeblich im Einvernehmen mit dem im Osten angreifenden Xerxes – bei Himera, wurden aber von Theron im Bunde mit Gelon von Syrakus vernichtend geschlagen. Anthropologische Studien an Skeletten in Massengräbern zeigen, dass an dieser Schlacht Söldner aus ungeahnt weit entfernten Ländern, aus dem Kaukasus, Nordosteuropa und der eurasischen Steppe – einer Region, die in der Antike als Skythien bekannt war, beteiligt waren. Innere Kämpfe führten 476 zu einem großen Blutbad und Auffüllung der Bürgerschaft mit neuen Siedlern.

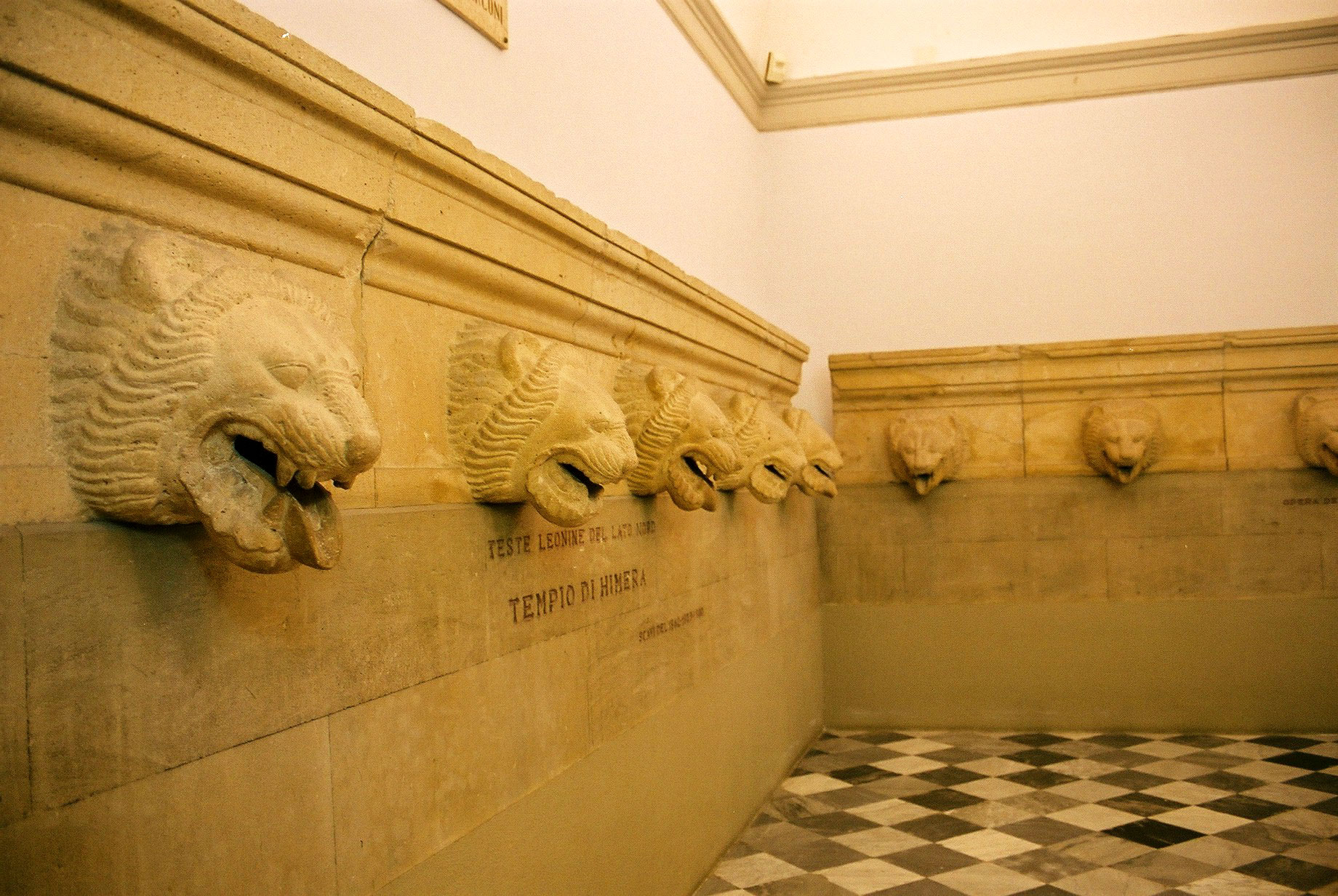
Wasserspeier des Tempels von Himera im archäologischen Museum in Palermo
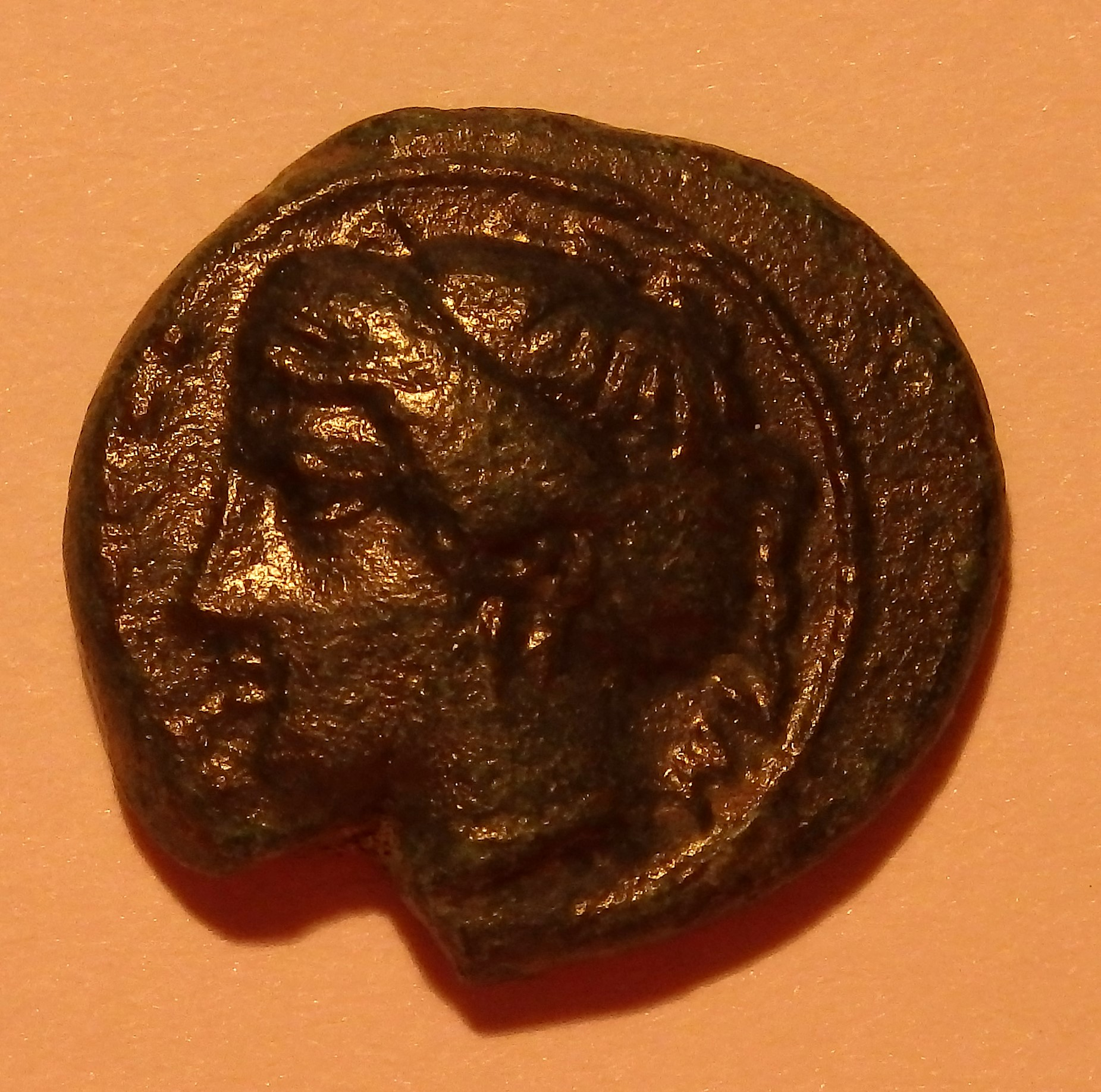
Bronzemünze, Kopf der Nymphe Himera, ca. 420–408 v. Chr.
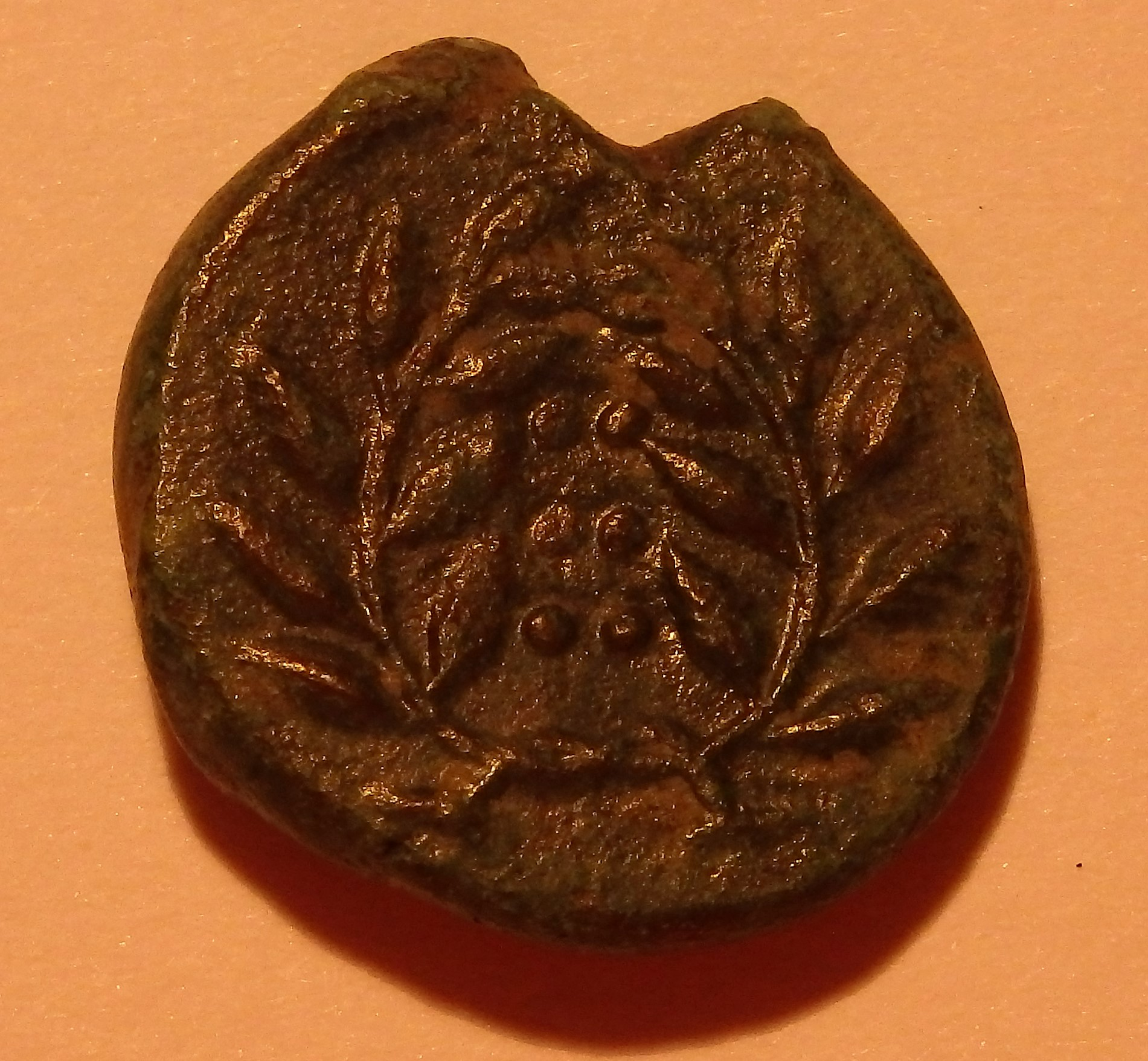
Rückseite: 6 Kugeln im Lorbeerkranz

Im Peloponnesischen Krieg stand Himera treu zu Syrakus. 409 v. Chr. fiel Himera einer großen karthagischen Offensive zum Opfer und wurde zur Rache für die Rolle, die Himera in der Schlacht 480 v. Chr. gespielt hatte, total zerstört; die Überlebenden wurden in der karthagischen Kolonie Thermai Himeraiai, dem heutigen Termini Imerese, angesiedelt.
Die Zerstörung bedeutete das Ende der Stadt.

## Erforschung
Entdeckt wurde die Stadt Himera im 16. Jahrhundert. Die Ausgrabungen begannen um 1926 herum und dauerten bis 1930 an. In der Zeit wurde der Viktoriatempel ausgegraben. Ab 1963 wurde die Stadt systematisch erforscht. Dabei wurden auch Teile der Oberstadt ausgegraben.

## Besichtigung
Zu besichtigen ist der Viktoriatempel (37° 58′ 26,2″ N, 13° 49′ 26,9″ O) sowie das Museum in der Nähe der Oberstadt. Im Antiquarium der archäologischen Zone sind Fundstücke aus Himera und der Umgebung zu besichtigen, so auch Fundstücke aus den Nekropolen von Cefalù. Herausragende Ausstellungsstücke sind das Hochzeitsgrab, der Löwenkopf als Wasserspeier des Viktoriatempels und ein prähistorischer Behälter aus dem 13. Jahrhundert vor Christus.
Weitere Fundstücke aus Himera befinden sich im städtischen Museum von Termini Imerese und im archäologischen Museum Antonino Salinas in Palermo.